# Autostrada A1 (Serbia)
Autostrada A1 – autostrada będąca główną arterią komunikacyjną autonomicznej prowincji Wojwodina. Łączy stolicę Serbii Belgrad z Nowym Sadem (stolicą Wojwodiny) i dalej granicą węgierską w miejscowości Horgoš. Jest to część europejskiego szlaku E75. Droga A1 odbija na zachodnich przedmieściach Belgradu od autostrady A1, zwanej dawniej Autostradą „Braterstwo i Jedność”. Dalszy odcinek do granicy został oddany do użytku już po 2000 roku i posiada bardzo dobrą nawierzchnię. Droga jest płatna w systemie rogatkowym. Autostrada została w pełni ukończona 18 maja 2019.
Długość: 585 km.